# Mindener Freischießen

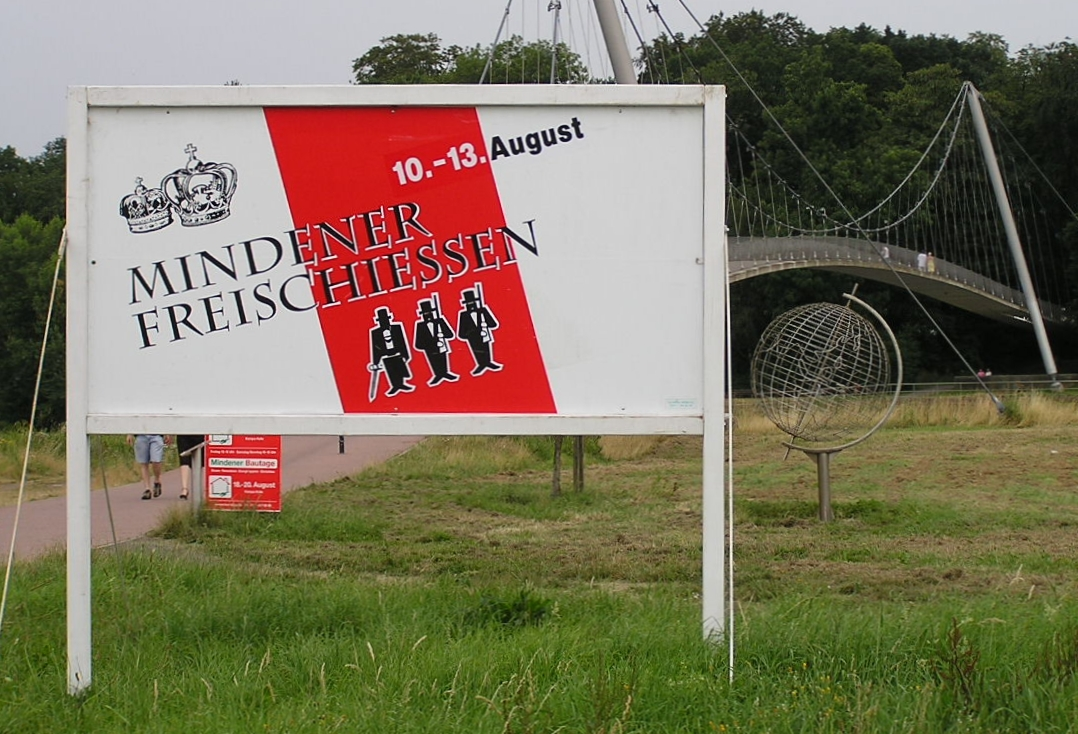
Werbetafel Mindener Freischießen 2006

Das Mindener Freischießen ist ein mehrtägiges, jeweils im Sommer stattfindendes Fest der ostwestfälischen Stadt Minden, welches eine lange Tradition besitzt und auf verpflichtete Schießübungen der Bürger zurückgeht. Der Name rührt daher, dass sich ein einzelner Bürger so er genau traf, von der Steuer freischießen konnte.

## Die Geschichte des Mindener Bürgerbataillons
Die Geschichte des Mindener Bürgerbataillons ist mit derer der Stadt Minden verbunden. Mindens Historie wird durch die Lage an der Weser und der dortigen ehemaligen Furt bestimmt.
Als sich der etwa um 800 von Karl dem Großen gegründete Bischofssitz später zu einer Stadt entwickelte, war die Stadtmauer neben dem Markt und einer eigenen Ratsbehörde das wesentlichste Kennzeichen dieses städtischen Gemeinwesens. Damit wurden aber auch bestimmte Leistungen von den Bürgern verlangt. Vor allem, wenn es hieß, an einem Kriegs- oder Fehdezug teilzunehmen oder um feindliche Heere von der Stadt abzuschlagen. Dadurch erhielt das Bürgerangebot seinen militärischen Charakter und seine politische Bedeutung.
Über die Anfänge der Organisation des Wehraufgebotes ist relativ wenig bekannt. Zunächst spielten die Zünfte und Innungen eine gewichtige Rolle beim bürgerlichen Wehrdienst. Jeder junge Meister, der in eine Innung aufgenommen werden wollte, musste mit Spieß, Schild und Armbrust versehen sein. Neben diesem, durch die Innungen gestelltem, „Fußvolk“ (später auch Spießbürger genannt), verfügte die Stadt auch über eine Reiterei. Sie rekrutierte sich vorwiegend aus Kaufleuten.
Im Verlauf der Geschichte wurde das Wehraufgebot nicht mehr nach Innungen und Zünften aufgegliedert, sondern es erfolgte eine Einteilung der Bürgerschaft nach Vierteln oder Quartieren. Der Dreißigjährige Krieg, mit der Besetzung durch die „Kaiserlichen“ unter Tilly anno 1625 und 1634 durch die Schweden, nahm den Mindenern zwar ihre Selbstständigkeit, aber für andere öffentliche Aufgaben wie Wach-, Bollwerks- und Feuerlöschdienste wird die Stadt erstmals in sechs Bezirke eingeteilt:
- Das Marienthorsche,
- Weserthorsche,
- Hallerthorsche und
- Kuhthorsche Quartier,
- das Marktquartier und die
- Fischerstadt.

Noch heute gliedert sich das Bürgerbataillon traditionsgemäß in sechs Kompanien, entsprechend den Stadtbezirken, ergänzt durch die Eskadron und das Bürger-Tambourkorps.
Jetzt entstand auch der Begriff „Stadtoffizier“, ein Offizier aus der Bürgerschaft. Bis zu diesem Zeitpunkt, also vor Beginn des Dreißigjährigen Krieges, waren die Hauptleute und Leutnante Berufssoldaten. Nun aber haben Bürger die Führung des Bürgeraufgebotes für Wachen, Bollwerk und den Feuerlöschdienst selbst als Offiziere übernommen. Die Bezeichnung „Stadtoffizier“ findet sich erstmals in der Feuerordnung von 1639.
1679 ist bereits die Bezeichnung „Stadtmajor“ geläufig. Hier wird zwar noch ein ehemaliger brandenburgischer Festungsoffizier so genannt, aber diese Bezeichnung wird sich später durchsetzen. Noch bilden die Stadtoffiziere ein Kollegium von Leutnanten und Fähnrichen unter dem Vorsitz eines Direktors, der selbst Leutnant war. Auf die heutige Zeit übertragen, ist der Direktor der Stadtmajor und das Kollegium sind die Stadtoffiziere, die sich regelmäßig zu Sitzungen im Rathaus treffen. Die Stadtoffiziere werden nach alter Tradition vom Bürgermeister in ihr Amt eingeführt.
In den Kompanien gibt es folgende Dienstgrade:
- Unteroffizier, Sergeant, Vizefeldwebel, Feldwebel (nur einmal vertreten als Kompanie-Feldwebel).
- Ferner den Leutnant, Oberleutnant und Hauptmann.
- Der Kompanie-Chef hat in der Regel den Dienstgrad eines Hauptmannes.
- Die Eskadron und das Tambourkorps haben eigene Dienstgrade.

Die ursprünglichen Aufgaben des Bürgerbataillons im Wach-, Wehr- und Bollwerksdienst sowie in starkem Maße im Feuerlöschdienst wurden 1919 in die Verantwortung der Freiwilligen Feuerwehr übergeben.

## Das Freischießen

### Geschichte
Es wurde urkundlich 1682 zum ersten Mal erwähnt. Schon Anfang des 17. Jahrhunderts war es den Bürgern zur Pflicht gemacht worden, Schießübungen durchzuführen. Um das Jahr 1680 herum machte man sich im Rat Gedanken darüber, diese Schießübungen in den Rahmen eines großen Festes einzubinden. Im Jahre 1682 beschloss die Stadtvertretung, dieses Fest im Sommer zu feiern – möglichst vor der Ernte. Der beste Schütze wurde für ein Jahr von der Steuer befreit. Daher der Name „Freischießen“.

#### Ergebnis von 1682
Amtmeister Stolte tat damals den besten Schuss. Dieser brachte dem Johann Stolte, als sicherlich wohlhabenden Mann, eine Steuerersparnis von 13 Talern. Zu dieser Zeit wurden ein Schaf mit einem und ein Pferd mit sieben Talern bezahlt. Die Steuerbefreiung wurde 1685 durch einen Erlass des Großen Kurfürsten um eine Schießprämie von 50 Talern erweitert, was besonders für weniger Begüterte eine enorme Verbesserung bedeutete.

### Aktuelles Fest in Minden
Das Freischießen wird bis in die heutige Zeit nach den überlieferten Statuten und Regeln im Juli gefeiert. Seit einiger Zeit allerdings in zweijährigem Rhythmus, ab 2017 immer zu den ungeraden Jahreszahlen. Dafür werden aber zwei Könige ausgeschossen. Diese Könige erhalten noch heute die Schießprämie, die vom Land Nordrhein-Westfalen als Rechtsnachfolger ausgesetzt und meistens vom Regierungspräsidenten in Detmold persönlich überbracht wird. 2021 verschiebt sich der Rhythmus erneut, wegen der Corona-Pandemie wird das Freischießen um ein Jahr auf das Jahr 2022 verschoben.